# Neuontobotrys
Neuontobotrys là chi thực vật có hoa trong họ Cải.